# Tratado de Constantinopla (1479)

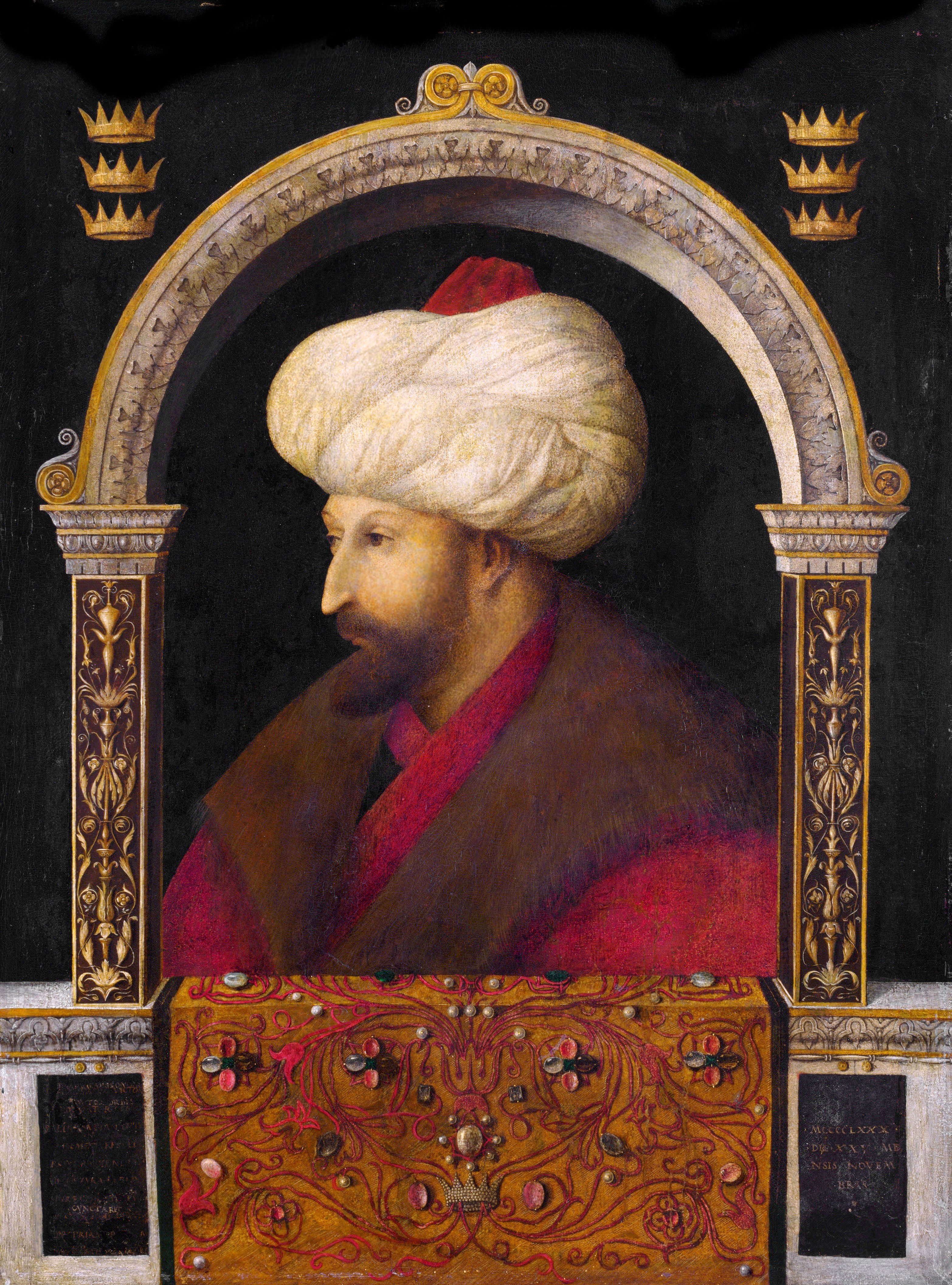
Según una cláusula del tratado, un pintor de la República de Venecia (Gentile Bellini), sería enviado a Constantinopla para pintar el retrato del sultán Mehmet II.

El Tratado de Constantinopla se firmó el 25 de enero de 1479, que puso fin oficialmente a la guerra de quince años entre la República de Venecia y el Imperio otomano. El acuerdo se estableció como resultado de la llegada de los otomanos a las afueras de Venecia. Según los términos del tratado, a los venecianos se les permitió quedarse con Ulcinj, Antivari y Durrës. Sin embargo, cedieron Shkodra (que había estado bajo asedio otomano durante muchos meses), así como otros territorios en la costa dálmata, así como también cedieron el control de las islas griegas de Negroponte (Eubea) y Lemnos. Además, los venecianos se vieron obligados a pagar una indemnización de cien mil ducados y acordaron un tributo de unos diez mil ducados al año para adquirir privilegios comerciales en el mar Negro. Como resultado de este tratado, Venecia adquirió una posición debilitada en el Levante.